# 지용수
지용수(池龍壽, 1313년? ~ ?)는 고려 말기의 무신, 정치인이다. 본관은 충주(忠州), 자는 하성(河聲), 호는 월송(月松), 시호는 충무(忠武)이다. 충주 지씨 16세손이며, 할아버지는 문하시랑(門下侍郞) 지원부(池元夫), 아버지는 시중 평장사(侍中平章事) 지환(池桓)이다. 외손자는 조선 세종 때 집현전 부제학 최만리이다.

## 생애
고려 충목왕 때 현릉직으로 보임되었다. 공민왕 때 홍건적이 침입하자 안우(安祐)를 도와 개경 수복에 공을 세워 이듬해 1등공신(一等功臣)이 되었고, 판전객시사(判典客寺事)가 되었다가, 전공판서(典工判書)로 옮겼으며, 규의선력공신(揆義宣力功臣)의 호를 하사받았다. 안우경 등과 함께 덕흥군(德興君)의 군대를 격퇴한 공으로 추성규의선력공신(推誠揆義宣力功臣)의 호를 더하여 하사받았다. 이후 동지밀직사사(同知密直司事)로 임명되었다가 거듭 승진해 첨의평리(僉議評理)가 되었으며, 다시 지문하성사(知門下省事)로 제수 받았다.
1365년(공민왕 14) 밀직사, 지도첨의(知都僉議), 상원수가 되고, 이듬해 첨의평리(僉議評理)로 교동에 침입한 왜구를 격파하였다. 1367년 서북면 도순문사가 되었다.
1369년(공민왕 18) 서북면 상원수 겸 평양윤(平壤尹)이 되었다. 1370년 8월 원나라에서 평장사를 지낸 기새인티무르가 김바얀 등과 함께 동녕부를 거점으로 변경에 침입하자, 공민왕이 상원수 지용수, 부원수 양백안, 안주상만호 임견미, 이성계를 보내어 치게 하였다. 이때에 대군을 거느리고 압록강에 목교(木橋)를 만들어 3일간을 계속해서 장병들을 도강(渡江)시키니 3년간 계속되는 가뭄으로 찌는 듯한 폭염에 장병들은 비지땀을 흘리었다. 다 건너고 나니 뇌우가 갑자기 일어났다. 모두 두려워하자 병마사 이구(李玖)가 말하기를, “용(龍)이 움직이는 데는 반드시 뇌우(雷雨)가 있는데, 이제 상원수가 그 이름이 용자(龍字)인데 도강일(渡江日)에 뇌우(雷雨)가 있으니 승조(勝兆)다.” 라고 하니, 모두들 다소 안심하였다. 하루 종일 비가 내리니 장병들의 사기는 충천하였다. 북방(北方)에 이르는 곳마다 적을 닥치는대로 섬멸하니 공민왕이 예언한 대로 이 싸움에서 크게 승리하고 개선하였다. 왕은 그를 하늘이 낸 장수라 하였다. 그 해 벼슬은 문하시중 찬성사 겸 평장사를 역임하였고, 충무공(忠武公)에 봉해졌다.

## 가계
- 증조부 : 지흡(池翕)
- 증조모 : 조씨(趙氏)
  - 조부 : 지원부(池元夫)
    - 부 : 지환(池桓)
    - 모 : 창녕 조씨(昌寧 曺氏) 영동정(令同正) 조식문(曺植文)의 딸
      - 누이 : 충주 지씨
      - 매형 : 판도판서(判圖判書) 성공필(成公弼) - 창녕 성씨 시조 호장중윤 성인보의 손자, 성삼문의 6대조
        - 조카 : 성군미(成君美)
        - 조카 사위 : 변옥란(卞玉蘭, 1322년 ~ 1395년)

      - 부인 : 김씨(金氏)
        - 아들 : 지찬(池瓚)
          - 손자 : 지원종

        - 딸 : 충주 지씨
        - 사위 : 최하(崔荷)
          - 외손자 : 최만리(崔萬理)